# Sanchiaosaurus
Sanchiaosaurus is een geslacht van uitgestorven basale nothosauroïde reptielen, bekend uit het Midden-Trias (Anisien) van de provincie Guizhou, in het zuidwesten van China. Het bevat als enige soort Sanchiaosaurus dengi.

## Ontdekking
Sanchiaosaurus is alleen bekend van het holotype IVPP V3228, een gedeeltelijk skelet dat is ondergebracht bij het Institute of Vertebrate Paleontology and Paleoanthropology. Dit skelet is ventraal zichtbaar, dat wil zeggen van onderaf, en behoudt de schedel en onderkaak, een losse tand en een gedeeltelijk bewaard postcraniaal skelet. De schedel werd echter tijdens het bergen vernietigd. Alleen een afdruk is nog over, waarvan Yang een afgietsel maakte. IVPP V.3228 werd verzameld in de buurt van de Jinzhong-brug, in de buitenwijken van de stad Guiyang, Chinchungchiao, Sanchiao in de buurt van Guiyang, provincie Guizhou, van de eerste afzetting van de Guanling-formatie, daterend uit het Anisien van het vroege Midden-Trias, ongeveer 245 miljoen jaar geleden.

## Etymologie
Sanchiaosaurus werd voor het eerst beschreven en benoemd in 1965 door Yang Zhongjian, in het westen ook bekend als Chung-Chien Young en de typesoort is Sanchiaosaurus dengi. De geslachtsnaam is afgeleid van Sanchiao, verwijzend naar de plaats waar het holotype werd gevonden, en van het Griekse sauros, wat 'hagedis' betekent, een algemeen achtervoegsel voor geslachtsnamen van uitgestorven reptielen.

## Beschrijving
Sanchiaosaurus is een kleine meter lang en daarmee de op een na grootste van de Chinese Nothosauroidea. De schedel is spits en ruim twintig centimeter lang.
De soort toont een aantal unieke kenmerken. De symfyse van de onderkaken is langwerpig en lepelvormig. Het ravenbeksbeen is ingesnoerd. Het meest afwijkend is het darmbeen. Dit heeft geen echt voorblad. Het is nauwelijks ingesnoerd tussen het blad en het aanhangsel naar het heupgewricht. Het facet voor het heupgewricht is niet verdeeld en mist dus de splijtende groeve die verwanten kenmerkt. Het blad is breed en gezwollen. Het blad wordt geornamenteerd door nauw opeen staande bultjes.

## Fylogenie
Oliver Rieppel vond in 1998 Sanchiaosaurus als het meest basale lid van de Nothosauroidea.